# Ron Chuldaj
Ron Chuldaj (hebr. רון חולדאי, ang. Ron Huldai, ur. 26 sierpnia 1944 w Chuldzie) – izraelski polityk polskiego pochodzenia.
Od 1998 roku burmistrz Tel Awiwu. W 2003 roku wybrany na drugą, a w 2008 na trzecią kadencję. W latach 1963–1989 służył w izraelskich siłach powietrznych, gdzie otrzymał stopień generała brygady (alluf). Ukończył historię na Uniwersytecie Telawiwskim, Uniwersytet Auburn w Montgomery, oraz Amerykańską Akademię Lotnictwa Wojskowego przy bazie Maxwell, a także zarządzanie w Wharton College, na Uniwersytecie Pensylwanii. Przez 3 lata pełnił funkcję dyrektora Gimnazjum Herzlija.